# Nico Motchebon
Nico Motchebon (ur. 13 listopada 1969 w Berlinie) – niemiecki lekkoatleta specjalizujący się w biegach średniodystansowych, uczestnik letnich igrzysk olimpijskich w Atlancie (1996). W początkowym okresie swojej kariery uprawiał pięciobój nowoczesny, dwukrotnie stając na podium mistrzostw świata w kategorii sztafet.

## Sukcesy sportowe
- sześciokrotny mistrz (1993, 1994, 1995, 1996, 1997, 1998) oraz dwukrotny (1999, 2003) wicemistrz Niemiec w biegu na 800 m[1]
- siedmiokrotny mistrz (1993, 1994, 1995, 1996, 1997, 1999, 2001) oraz trzykrotny (1998, 2000, 2004) halowy wicemistrz Niemiec w biegu na 800 m[2]

| Rok                  | Miasto      | Zawody                    | Konkurencja   | Wynik         |
| -------------------- | ----------- | ------------------------- | ------------- | ------------- |
| Pięciobój nowoczesny |             |                           |               |               |
| 1989                 | Budapeszt   | mistrzostwa świata        | sztafety      | srebrny medal |
| 1991                 | San Antonio | mistrzostwa świata        | sztafety      | brązowy medal |
| Lekka atletyka       |             |                           |               |               |
| 1993                 | Toronto     | halowe mistrzostwa świata | bieg na 800 m | brązowy medal |
| 1993                 | Buffalo     | letnia uniwersjada        | bieg na 800 m | brązowy medal |
| 1994                 | Helsinki    | mistrzostwa Europy        | bieg na 800 m | 4. miejsce    |
| 1995                 | Göteborg    | mistrzostwa świata        | bieg na 800 m | 4. miejsce    |
| 1996                 | Atlanta     | igrzyska olimpijskie      | bieg na 800 m | 5. miejsce    |
| 1997                 | Paryż       | halowe mistrzostwa świata | bieg na 800 m | 4. miejsce    |
| 1999                 | Maebashi    | halowe mistrzostwa świata | bieg na 800 m | brązowy medal |

## Rekordy życiowe
- bieg na 400 m – 46,71 – Pireus 31/05/1997
- bieg na 600 m – 1:15,31 – Dortmund 03/09/1997
- bieg na 800 m – 1:43,91 – Atlanta 31/07/1996
- bieg na 400 m (hala) – 46,83 – Chemnitz 29/01/1999
- bieg na 600 m (hala) – 1:15,12 – Sindelfingen 28/02/1999 (halowy rekord świata oraz Europy)
- bieg na 800 m (hala) – 1:44,88 – Stuttgart 05/02/1995